# Ta' chancen
Ta' chancen er en dansk propagandafilm fra 1964 med instruktion og manuskript af Svend Aage Lorentz.

## Handling
En lille satiriserende og moraliserende filmmusical, som propaganderer for, at de unge mennesker for deres egen skyld skal sørge for at få en uddannelse, med understregning af at der er talrige muligheder at vælge imellem, det er blot om at vælge i tide. En skæv fortælling, om det svære valg, unge står over for, når de skal begynde deres karriere.